# Frithuwald
Frithuwald was de zesde koning van Bernicia van 578 tot 585 en zoon van de koning Adda. Er is weinig bekend over het leven en de regering van Frithuwald. De Historia Britonum en de Annales Cambriae verschillen. Er bestaan meningsverschillen over de rangschikking en de regeringsjaren van de koningen tussen de dood van Ida (559) en het begin van de heerschappij van Æthelfrith (592/593).

## Anachronisme
Volgens de Historia Britonum begon zijn regering in 579 en regeerde hij gedurende zes jaar. Volgens dezelfde bron regeerde hij ten tijde wanneer Augustinus van Canterbury begon met zijn missionering in Kent, dat was in 597/598.